# سيد جونز
سيد جونز (بالإنجليزية: Sid Jones)‏ (15 فبراير 1921 في المملكة المتحدة - 1 سبتمبر 1977 بكولشيستر في المملكة المتحدة) هو لاعب كرة قدم بريطاني (وحمل سابقاً جنسية المملكة المتحدة لبريطانيا العظمى وأيرلندا) في مركز الظهير. لعب مع إيبسويتش تاون وبرادفورد سيتي وبرايتون أند هوف ألبيون وبلاكبيرن روفرز وبولتون واندررز وسوانزي سيتي وغريمسبي تاون وكولتشستر يونايتد وليدز يونايتد ومانشستر يونايتد ونادي أرسنال ونادي إيفرتون ونادي دونكاستر روفرز ونادي فولهام ونادي ميدلزبره ونادي ميلوول ونادي والسول ووست بروميتش ألبيون ونادي ويموث.

## وصلات خارجية
- سيد جونز على موقع قاعدة بيانات كرة القدم.إي يو (الإنجليزية)